# Lapidilactobacillus
Lapidilactobacillus — рід молочнокислих бактерій родини Lactobacillaceae. Виділений у 2020 році з роду Lactobacillus. Містить 3 види.

## Етимологія
Назва роду походить з латинського lapis — «камінь», та роду Lactobacillus. Назву можна довільно перекласти як «молочнокисла бактерія з каменю», оскільки типовий вид Lapidilactobacillus concavus ізольований із кам'яної стіни у винному погребі в Китаї.

## Види
- Lapidilactobacillus bayanensis (Wei and Gu 2019)
- Lapidilactobacillus concavus (Tong and Dong 2005)
- Lapidilactobacillus dextrinicus (Coster and White 1964)